# Jiří Siegel
Pour les articles homonymes, voir Siegel.
Jiří Siegel, né le 5 mars 1927, à Prague, en Tchécoslovaquie et décédé le 16 juin 2012, est un joueur tchécoslovaque de basket-ball.